# El universo de Óliver
El universo de Óliver és una pel·lícula coming-of-age de 1922 dirigida per Alexis Morante i protagonitzada per Rubén Fulgencio com a personatge del títol al costat de Salva Reina, María León i Pedro Casablanc. Adapta la novel·la El universo de Óliver de Miguel Ángel González Carrasco.

## Trama
Ambientada l'any 1985, amb el teló de fons de l'acostament del cometa Halley a la Terra, la trama fa un seguiment dels contratemps d'Óliver, un preadolescent massa imaginatiu, que, acabat de traslladar-se amb els seus pares de la casa de l'avi Gabriel boig prop d'Algesires, demana l'ajuda d'aquest últim per fer front als seus problemes.

## Repartiment
- Rubén Fulgencio com Óliver[4]
- Salva Reina com Miguel[4]
- María León com Carmela[4]
- Pedro Casablanc com Gabriel[4]
- Luna Berroa com Irene[4]
- Lorca Gutiérrez Prada com Marcos[4]
- Roberto Campillo com Adrián[4]
- Sergio Ramos com Jon[4]
- Antonio López Vallejo com Lucas[4]
- Elsa Benítez com Malena[4]
- Ismael Heredia com Rolo[4]
- Yeray Heredia com Schuster[4]
- Iván Renedo com Joel[4]
- Samuel Cote com Lorenzo Lamas[4]
- Fran Torres com Lucrecio[4]
- Moreno Borja com Manuel[4]
- Mara Guil com Toñi[4]
- Ignacio Mateos com Arturo[4]
- María Alfonsa Rosso com Abuela Irene[4]
- Joaquín Núñez com Amancio[4]

## Producció
Adaptació de la novel·la El universo de Óliver de Miguel Ángel González, el guió va ser escrit per Miguel Ángel González, Alexis Morante i Raúl Santos. La pel·lícula va ser produïda per Pecado Films (José Alba) i La Claqueta PC (Olmo Figueredo González-Quevedo) juntament amb Sinehan Capital AIE. Va comptar amb la participació de RTVE, Canal Sur i CreaSGR, finançament de l'ICO, i el suport del Creative Europe MEDIA, Junta de Andalucía i Mancomunidad de Municipios del Campo de Gibraltar. Va ser rodada a Campo de Gibraltar el 2021.
Bunbury va interpretar un tema per la pel·lícula: "Esperando una señal", produïda per Rafa Sardina i també amb Mike Garson (piano), Carmine Rojas (baix), Rafael Padilla (percussionista), Victor Indrizzo (bateria) i Gabi Martínez (guitarra).

## Estrena
La pel·lícula fou preestrenada el 7 de maig de 2022 al Teatro Municipal Florida d'Algesires. Distribuïda per Filmax, la pel·lícula va tenir una àmplia estrena als cinemes espanyols el 13 de maig de 2022.

## Recepció
Sergio F. Pinilla de Cinemanía va valorar la pel·lícula amb 4 de 5 estrelles, valorant que combina la imatgeria fantàstica de les pel·lícules dels anys vuitanta amb el retrat familiar d'una societat i una època, aportant un univers "que nens i adults, gitanos i paios, els desgraciats i els afortunats, conviuen i xoquen".
Pablo Vázquez de Fotogramas va valorar la pel·lícula amb 3 sobre 5 estrelles, considerant que permet que un repartiment compromès brilli mentre que el producte global potser llangueix en comparació amb altres obres, destacant "un Casablanc gegantí i un no menys brillant Reina" i la subtrama de la noia respectivament com el millor i el pitjor de la pel·lícula.

## Nominacions i premis
| Any  | Premi                              | Categoria                  | Nominat                                            | Resultat  | Ref           |
| ---- | ---------------------------------- | -------------------------- | -------------------------------------------------- | --------- | ------------- |
| 2023 | 2ns Premis Carmen                  | Millor director            | Alexis Morante                                     | Nominat   | [ 14 ] [ 15 ] |
| 2023 | 2ns Premis Carmen                  | Millor actor               | Salva Reina                                        | Nominat   | [ 14 ] [ 15 ] |
| 2023 | 2ns Premis Carmen                  | Millor guió adaptat        | Alexis Morante, Raúl Santos, Miguel Ángel González | Guanyador | [ 14 ] [ 15 ] |
| 2023 | 2ns Premis Carmen                  | Millor actriu secundària   | María León                                         | Nominat   | [ 14 ] [ 15 ] |
| 2023 | 2ns Premis Carmen                  | Millor actor secundari     | Pedro Casablanc                                    | Nominat   | [ 14 ] [ 15 ] |
| 2023 | 2ns Premis Carmen                  | Millor actor revelació     | Lorca Gutiérrez Prada                              | Guanyador | [ 14 ] [ 15 ] |
| 2023 | 2ns Premis Carmen                  | Millor disseny de vestuari | Lourdes Fuentes                                    | Nominat   | [ 14 ] [ 15 ] |
| 2023 | 2ns Premis Carmen                  | Millor so                  | Diana Sagrista, Vicente Villaescusa                | Nominat   | [ 14 ] [ 15 ] |
| 2023 | 2ns Premis Carmen                  | Millors efectes especials  | Juan Ventura, Amparo Martínez                      | Guanyador | [ 14 ] [ 15 ] |
| 2023 | XXXI Premis de la Unión de Actores | Millor actor secundari     | Pedro Casablanc                                    | Pendent   | [ 16 ]        |